# عبد الرحمن القصيبي
عبد الرحمن بن حسن بن عبد الله القصيبي وزير دولة وتاجر معروف من كبار رجال الأعمال في الخليج، كان الوكيل السياسي للملك عبدالعزيز في البحرين، وشارك في اجتماع الملك عبد العزيز بالملك فيصل ملك العراق ومنحه الملك سعود لقب وزير دولة. اشتهر بأعماله الخيرية وإحسانه وأعماله الوطنية وصدقه ووجاهته في مجتمعه. وهو والد الدكتور غازي القصيبي.

## النشأة
ولد بحي النعاثل بمدينة الهفوف، وتلقى تعليمه في مدارس البحرين، وتدرّب على أعمال التجارة فيها، ودرس اللغة الإنجليزية وأجاد في تجارة اللؤلؤ في الهند، حتى بدأ أعماله التجارية شريكاً لعمه وإخوته.

## تسمية الأسرة
يعود نسب جده «عبد الله» إلى بلدة (القصب) في نجد حيث نشأ فيها، وعهد إليه أمير «حريملاء» بمهمة جمع الزكاة من فلاحي المنطقة، وقد كان من عادة أهل نجد أن ينسبوا الرجل إذا لم يكن من أهل البلدة إلى البلدة التي قدم منها، فصار «عبد الله» يعرف ب«القصيبي»، ومن هنا نشأت التسمية للعائلة.  وذكر الكاتب المعروف عبدالرحمن الشبيلي في كاتبه اعلام بلا اعلام ص. 323 ان اسرة القصيبي كانت تعرف ببلدة القصب باسم اسرة الحسين ثم نزحت. ينما يذكر «مايكل فيلد» أن أصل التسمية ترجع إلى بلدة القصب بوسط نجد التي غادرها جدهم عبد الله القصيبي في القرن التاسع عشر، وقد رزق بثلاثة أبناء هم: (محمد، حسن، إبراهيم)، وحين كبروا عملوا في نجد ثم في تنظيم القوافل الصغيرة والإشراف على جمع الإبل وتحميلها بالبضائع.

## شيخ اللؤلؤ
اشتهر القصيبي في التمييز بين اللؤلؤ الجديد والردئ، حتى أصبح على رأس تجار اللؤلؤ في الخليج، ولقب ب«شيخ اللؤلؤ»، وازدهرت تجارته، وحوّل جزءاً من أمواله إلى الأحساء حيث اشترى مزارع للنخيل.

## مهام
- عمل وسيطاً للاتصال الدبلوماسي بين الملك عبد العزيز والبريطانيين.
- عينه الملك عبد العزيز وكيلاً له في البحرين، وظل فيه حتى وفاته.
- شارك ضمن وفد الملك عبد العزيز في اجتماعه بالملك فيصل ملك العراق في رمضان من عام 1348هـ.
- اختاره الملك عبد العزيز عام 1346هـ، ضمن أجهزة التفتيش والإصلاح التي ضمت عدداً من الأعيان وأعضاء مجلس الشورى وذلك لرعاية مصالح الناس وأمر راحة الحجاج.
- في عام 1370هـ صدر مرسوم ملكي بتعيينه وزيراً مفوضاً من الدرجة الأولى، إلى عام 1375هـ، حيث منحه الملك سعود بن عبد العزيز لقب وزير دولة.

## نشر العلم
كان الشيخ عبد الرحمن على قدر كبير من الثقافة، وأحد كبار الداعمين للعلم والمعرفة ونشرها بين الناس، وله العديد من الإسهامات الاجتماعية والإنسانية، وحريص من خلال تبرعه بطباعة العديد من الكتب على نفقته الخاصة، ودعمه للمشروعات الإنسانية ومساعدة المعسرين وبناء المساجد.
طبع العديد من الكتب على نفقته الخاصة خلال الخمسينيات من القرن الماضي مثل: كتاب (فتح المجيد في شرح كتاب التوحيد)، وكتاب (منح الشفات الشافيات في شرح المفردات)، وكتاب (الروض المربع في شرح زاد المستنقع) وغيرها، كما أهدى مجموعة من الكتب إلى نادي عدن، وأيضاً أهدى عدداً من الكتب الحقوقية والطبية ما قيمته خمسين ليرة سورية لجامعة دمشق، إضافة إلى كتب قدمها لجمعية الشبان المسلمين بالقاهرة كإهداء منه، وتبرعه لمشروعات معالجة السل في الشام، كما أوقف جملة من المؤلفات النافعة لنادي بومبي ولمدارس الكويت، وأيضاً فقد ابتنى عدداً من المساجد بالبحرين والسعودية، وبنى مدرسة في مكة المكرمة على نفقته الخاصة وتبرع لتأسيس مكتبة عامة في مكة المكرمة، وفرش المساجد وبذل المساعدات، وعليه فقد وصف بأنه شخصية متفتحة، تربطه بالمشاهير في الهند ومصر والشام صلات جيدة. وله تواصل مستمر مع كبار العلماء. فضلاً عن وصفه بأنه كان مهذباً وقوراً كريماً، حسن المظهر، بسيطاً في حديثه وتعامله، محب للعلم، ويتقن عدة لغات، وقد مدحه الشاعر «أحمد الغزاوي» بقصيدة يذكر فيها مناقبه ومآثره مطلعها «قالوا وكل إلى رؤياك مستبق».

## أواخر حياته
وكان «عبد الرحمن» في العقود الأربعة الأخيرة من عمره عميد الأسرة القصيبية، حتى توفي عام 1396هـ وعمره 94 عاماً، ودفن بمقبرة المنامة، وقد ترك ثمانية من الأبناء من عدد من من زوجات، هم: (خليفه، فهد، مصطفى، إبراهيم، خالد، عادل، نبيل، والوزير والشاعر المعروف غازي)، وقد رثاه ابنه غازي بقصيدة يقول في آخرها: